# Cold Stars
Cold Stars (englisch Kalte Sterne) ist ein Album des belgischen Ambient- und Drone-Doom-Projekts Arcane Voidsplitter.

## Geschichte
Da Arcane Voidsplitter als Soloprojekt von Stijn van Cauter geführt wurde und er die Musik in seinem Heimstudio Templa Libitina autark komponierte und einspielte, sind exakte Schreib- und Aufnahmezeiträume von Cold Stars nicht publik. Als vagen Zeitraum der Entstehung benennt er die Aufnahmesitzung des Cold-Aeon-Debüt-Albums Frostverse, das im Mai 2021 veröffentlicht wurde. Techniker und Produzenten blieben bei der Aufnahme ausgeschlossen. Die Entstehung der Musik von Arcane Voidsplitter basierte auf einfachen Klangexperimenten mit Ideen des Drone Doom und Ambient.

## Albuminformationen
Cold Stars ist das am 29. November 2022 erstmals veröffentlichte  vierte Studioalbum des Projektes. Es enthält drei separate Stücke mit einer Gesamtspieldauer von 1:07:51 Stunden. Die Gestaltung übernahm van Cauter selbst. Cold Stars setzte den konzeptionellen Kontext des Projektes Arcane Voidsplitter fort. In diesem Konzept ist der Arcane Voidsplitter, als „geheimnisvoller Spalter der Leere“, ein künstliches Objekt mit unklarer Funktion, das sich durch die Unendlichkeit des Weltalls bewegt. Ungewiss ob Waffe oder Schiff gestaltet die Musik im Zuge einer sinfonischen Dichtung Eindrücke der Reise des Objektes. Die Musik auf Cold Stars wird von van Cauter als Massive Cosmic Funeral Drone/Doom mit Chören sowie als Crossover von Funeral Doom, Ambient und Drone Doom beschrieben.

## Titelliste
1. Spectres of the Lost: 30:22
2. Cast Against the Fabric: 17:39
3. Frozen into the Fields: 19:50